# Фернес-Крик
Фернес-Крик (англ. Furnace Creek) — населённый пункт в округе Иньо, Калифорния.
Согласно переписи 2000 года население Фернес-Крика составляло 31 человек.
Высота населённого пункта составляет 58 м ниже уровня моря; это единственный населённый пункт в США, расположенный настолько ниже уровня моря.
В Фернес-Крик расположен главный офис Национального парка Долина смерти и такие интересные достопримечательности как Фернес-Крик-Ин и Ранч-Ресорт.
Поле для гольфа в Фернес-Крик является самым низкорасположенным в мире, оно находится на высоте 65 м ниже уровня моря.
В населённом пункте есть центр для приезжающих и автозаправочная станция, кроме того в окрестностях расположен ряд кемпингов.
Аэропорт находится на расстоянии 1,21 км к западу от офиса Национального парка.
Это место известно своим климатом, здесь периодически фиксируются максимальные температуры на территории США, а также абсолютный рекорд для Северной Америки и одна из самых высоких температур в мире 57 °C (134 °F), зафиксированная 10 июля 1913 года.

## История
На протяжении нескольких веков здесь жили индейцы народности Тимбиша. Они были большей частью заняты в строительстве и других сферах и по-прежнему составляют существенную часть местного населения.
Название произносится как «Фёрнес-Крик» и может быть переведено как Печной Ручей (англ. furnace — печь для нагрева металла до температуры ковки или расплавления; явный намек на жаркий климат места).

## Население
Административно в поселение Фернес-Крик входит 80,1 км² территории, где по переписи 2000 года проживал 31 человек. Плотность населения составляет 0.4 жителя на км². 80,65 % населения (25 человек) — американцы европейского происхождения (белые), индейцы — 19,35 % (6 человек).

### Демография
Средний размер домохозяйства — 2,07 чел. (39 домов), а средний размер семьи — 2,33 чел. (35 семей)
На каждые 100 женщин в возрасте 18 лет и старше приходится 108,3 мужчин (48 % / 52 %).
Средний доход на семью составлял $ 32 500 (то есть доход населения — $ 1 137 500).

## Климат
| Показатель                                | Янв. | Фев. | Март | Апр. | Май | Июнь | Июль | Авг. | Сен. | Окт. | Нояб. | Дек. | Год  |
| ----------------------------------------- | ---- | ---- | ---- | ---- | --- | ---- | ---- | ---- | ---- | ---- | ----- | ---- | ---- |
| Абсолютный максимум, °C                   | 31   | 36   | 39   | 44   | 50  | 53   | 57   | 53   | 51   | 45   | 37    | 31   | 57   |
| Средний суточный максимум, °C             | 19   | 23   | 27   | 32   | 38  | 43   | 47   | 46   | 41   | 34   | 25    | 18   | 33   |
| Средний суточный минимум, °C              | 4    | 8    | 12   | 16   | 22  | 27   | 31   | 30   | 24   | 16   | 9     | 3    | 17   |
| Абсолютный минимум, °C                    | −9   | −3   | −3   | 4    | 8   | 12   | 19   | 18   | 13   | 3    | −1    | −6   | −9   |
| Норма осадков, мм                         | 8,9  | 10,7 | 10,7 | 3    | 2,5 | 1,3  | 2,8  | 3,6  | 4,8  | 3,3  | 3     | 4,6  | 59,2 |
| Источник: Western Regional Climate Center |      |      |      |      |     |      |      |      |      |      |       |      |      |